# Josep Anton Viader i Payrachs
Josep Anton Viader Payrachs (Santa Coloma de Farners, Girona, 22 octubre de 1756 – Ripoll, Girona, 26 de maig de 1816) fou un metge i un gran intel·lectual, no només en l’àmbit de la medicina, sinó també en altres ciències com ara la filosofia. Dominava perfectament quatre llengües: català, castellà, llatí i francès, un fet molt poc comú a l’època. Aquest domini es reflectia en les seves obres publicades.

## Biografia
Josep Anton Viader Payrachs va néixer a Santa Coloma de Farners (Girona) el 22 d’octubre de 1756. Era net de Josep Viader Fàbregas (n. 1680), metge, i fill de Josep Viader Abril, també metge, que va néixer l’any 1726 i es va graduar en medicina a la Universitat de Saragossa el 1754.
Viader Payrachs es va casar l’any 1787 amb Francesca Coll, filla d’un comerciant de Camprodon, qui va morir poc temps després. Quatre anys més tard, el 14 de febrer de 1791, es va casar de nou amb Maria Eudalda Seguí Sastre, filla d’un advocat de Ripoll. Fruit d’aquest matrimoni va néixer Salvador (1792), Josep (1795), Narcís (1800) i Eudalda (5).
El 1780 va rebre el grau de doctor en medicina per la Universitat de Cervera. Va exercir, entre altres càrrecs: el 1786 ocupava els càrrecs de primer metge de l’Hospital General de la ciutat i del seu corregiment, així com de la Reial Casa d’Hospici i Misericòrdia; el 1791 va ser admès com a soci íntim de la Reial Acadèmia de Medicina de Barcelona; els de protomèdic del corregiment de Girona i Figueres el 1801; director dels hospitals d'aquella ciutat durant els setges de 1808 i 1809, i president de la Junta de Sanitat i Inspector d'epidèmies del departament de l'Alta Catalunya, durant la dominació francesa. Juntament amb el doctor Nieto Samaniego va visitar el general Mariano Álvarez de Castro el 9 de desembre del 1809, i tots dos van declarar que l'estat de salut del defensor de Girona era incompatible amb el comandament i van disposar que fos viaticat.

## Obra i Contribucions
Viader Payrachs fou, per damunt de tot, un metge higienista en una època en què gairebé no es tenia coneixement dels microorganismes patògens. De fet, el coneixement de la microbiologia s’inicia quan Robert Koch (1843-1910) descobreix el bacil de la tuberculosis el 1882 i el del còlera el 1883 gràcies, entre altres coses, a poder disposar dels primers microscopis, instrument fonamental per a l’observació i coneixement dels microbis. Viader va apuntar la diferència entre les malalties contagioses i les que no ho són. Definí el contagi per via humoral, halitosi i per inoculació. Cita: «Principio séptico disperso por la atmósfera» i afegeix: '«…pero es difícil averiguar cuál será aquel principio séptico que induce la enfermedad. Los médicos más ejercitados han confesado en esta parte, su ignorancia».
Viader era membre de la Reial Acadèmia Medico-Practica de Barcelona, en la que va llegir unes Reflexiones sobre la hidrofòbia (1802). A més, publicà les obres següents: 
- Discurso médico-legal de la información del feto por el alma desde su concepción y administración de su bautismo (1785);
- Reflexiones sobre las enfermedades que afligen las Tropas del Real Ejercito del Rosellón (1794);
- La Facultad de Medicina vindicada (1803);
- Disertatio medico-legalis supra contrahentes, phiside habilitandi modum ad matrimoni voliditatem, i Memoria sobre las enfermedades que han afligido a los moradores y guarnición de esta plaza de Gerona y demás pueblos de su departamento desde junio de 1808 hasta últimos de Febrero de 1810, dedicada al mariscal Augereau.

Pels seus escrits queda manifest el desconeixement que hi havia a l’època dels microorganismes causants de malalties. Explica els remeis que utilitzava i deia que no era necessari aturar la febre quan es produïa, atès que . És a dir, es remetia a les propostes formulades per Hipòcrates que encara eren vigents després de vint-i-dos segles. Explicats els seus remeis a base d’oximel –aigua, mel i vinagre–; quina; càmfora; mesc; antimoni; opi; vesicatòris; hirudinis –només en casos extrems– i d’altres, sentenciava: «Los he curado siempre que ha sido llamado a tiempo, que la causa morbosa no haya sido absolutamente superior a las fuerzas de la Naturaleza y que no hayan acontecido otras faltas»
En aquella època no es practicava la desinfecció i sorprenentment ni tan sols era obligatori que els cirurgians es rentessin les mans abans de practicar una intervenció. No fou fins a finals del segle XIX que Lister inicià la desinfecció de sòls de quiròfans i de l’instrumental quirúrgic amb fenol. Fou en aquests anys, concretament el 1796, que el britànic Edward Jenner va descobrir la vacuna contra la verola, gràcies a la qual es salvaren milions d’europeus: per exemple, el 1805 Napoleó Bonaparte ordenà vacunar les tropes a França. Lògicament, fou a través dels conqueridors que la vacuna arribà a Girona. Viader Payrachs va formar part del Comitè de Vacunació creat el 1813 per difondre la vacuna contra la verola 
El febrer de 1808, com a conseqüència de la invasió napoleònica, Josep Anton Viader Payrachs fou nomenat pel comandament militar director de l’Hospital General de Santa Caterina de Girona, metge inspector de la intendència de l’Alta Catalunya i Inspector d’Epidèmies del Departament del Ter. De fet, Viader Payrachs era protometge dels Hospitals Provincials de l’Avantguarda de l’Armada Espanyola a Catalunya 
Viader es distingí com afrancesat, i després de la evacuació de la plaça de Girona pels francesos el març de 1814, fou detingut i sumariat. Se li segrestaren els seus bens i fou desterrat a Ripoll, d'on és la seva esposa i on mor dos anys més tard.
El seu fill gran, Salvador, fou pensionat en la Facultat de Medicina de Montpeller, en la que va llegir una tesi titulada De l'influence des climats sur l'homme (Montpeller, 1814).